# سهره زرد آنتیلی
سهره زرد آنتیلی (نام علمی: Spinus dominicensis) گونه‌ای سهره از تیرهٔ سهرگان (Fringillidae) و تنها گونه از سردهٔ Spinus است که در دریای کارائیب یافت می‌شود.

## پراکندگی و زیستگاه
بومی هیسپانیولا (هم در هائیتی و هم در جمهوری دومینیکن) است. زیستگاه‌های طبیعی آن جنگل‌های کوهستانی نمناک نیمه‌گرمسیری یا گرمسیری و جنگل‌های پیشین به‌شدت دگرگون‌شده است.